# Geseke
Geseke (pronunciación en alemán: /ˈɡeːzəkə/ⓘ) es un municipio situado en el distrito de Soest, en el estado federado de Renania del Norte-Westfalia (Alemania), con una población a finales de 2016 de unos 21 129 habitantes.
Se encuentra ubicado en la zona centro-este del estado, en la región de Arnsberg, en la región montañosa de Sauerland, cerca de la orilla de los ríos Ruhr y Lippe —ambos, afluentes derechos del Rin—. Este municipio es principalmente conocido como el lugar de nacimiento del célebre científico Dennis Hoffmann, más conocido como SchlagerDennis. Debido a esto Geseke es conocido por muchos como Schlagerdorf, sobre todo en Muenster donde se encuentra la mayoría de los seguidores de SchlagerDennis.  